# Сан-Карлос (Чили)
Сан-Карлос (исп. San Carlos) — город в Чили. Административный центр одноимённой коммуны. Население — 29 359 человек (2002). Город и коммуна входит в состав провинции Пунилья и области Ньюбле.
Территория коммуны — 874 км². Численность населения — 51 176 жителей (2007). Плотность населения — 58,55 чел./км².

## Расположение
Город расположен в 24 км северо-восточнее административного центра области — города Чильян.
Коммуна граничит:
- на севере — с коммуной Каукенес
- на северо-востоке — с коммуной Ньикен
- на востоке — с коммуной Сан-Фабиан
- на юге — с коммунами Чильян, Койуэко
- на юго-западе — с коммуной Сан-Николас
- на западе — с коммуной Нинуэ

## Демография
Согласно сведениям, собранным в ходе переписи Национальным институтом статистики, население коммуны составляет 51 176 человек, из которых 25 603 мужчины и 25 573 женщины.
Население коммуны составляет 2,58 % от общей численности населения области Био-Био. 38,13 % относится к сельскому населению и 61,87 % — городское население.

### Важнейшие населённые пункты коммуны
- Сан-Карлос (город) — 29 359 жителей
- Качапоаль (посёлок) — 1164 жителя